# 倉田安治
倉田安治（Kurata Yasuharu, 1963年2月1日—），日本足球運動員，前日本國家足球隊成員。退役后，他曾执教FC岐阜。2012年，他来到中国，受聘于大连阿尔滨，担任梯队教练。2013年，他带领大连阿尔滨梯队以“辽宁青年”为名参加中国足球乙级联赛。2014年，由于球队成绩不好，倉田安治中途接替马林出任大连阿尔滨主教练。这个赛季大连阿尔滨财政陷入困境，发工资都困难，卖掉了主力李学鹏和于汉超，最后降入甲级。赛季末，倉田安治合同到期离队。

## 國家隊生涯
从1986年到1987年，他共为日本國家足球隊出场6次。

### 成績
| 日本國家足球隊 | 日本國家足球隊 | 日本國家足球隊 |
| 年             | 出場           | 入球           |
| -------------- | -------------- | -------------- |
| 1986           | 1              | 0              |
| 1987           | 5              | 0              |
| 總和           | 6              | 0              |

## 外部連結
- National Football Teams（页面存档备份，存于）
- Japan National Football Team Database